# Philip MacDonald
Philip MacDonald, noto anche con lo pseudonimo di W.J. Stuart o Martin Porlock (Londra, 5 novembre 1900 – Woodland Hills, 10 dicembre 1980), è stato uno scrittore britannico di romanzi gialli e di fantascienza, nipote del teologo e poeta George MacDonald e figlio dello scrittore Ronald MacDonald e dell'attrice Constance Robertson.

## Biografia
Nella sua produzione si ricordano alcuni romanzi fondamentali nella storia del genere, il primo dei quali fu Campana a morto (The Rasp), del 1924, che introduce il personaggio dell'investigatore Anthony Gethryn e fu definito da John Dickson Carr uno dei dieci migliori romanzi gialli di tutti i tempi. Anni dopo, Carr cambierà la lista sostituendo a Campana a morto un altro romanzo di MacDonald, La morte è impazzita (Murder Gone Mad) del 1931, uno dei primi romanzi incentrati sui delitti di un serial killer (termine non ancora coniato all'epoca). Il romanzo ebbe un tale successo che MacDonald riproporrà la stessa formula in Ignoto contro ignoto (dal suggestivo titolo originale X v. Rex) del 1933, scritto con lo pseudonimo di Martin Porlock, che nulla ha da invidiare al modello (in particolare, MacDonald vi porta alle estreme conseguenze la tecnica di fare in modo che l'assassino risulti essere la persona meno sospettabile).
Scrittore che ridefinisce le regole del giallo deduttivo ad ogni romanzo, inserendo elementi di grande originalità, spesso sorprendenti, in L'ombra dell'omicida (recentemente ripubblicato con il titolo di La strana fine di Mr. Benedik, in originale Rynox, del 1930) fa iniziare il romanzo dall'epilogo, mentre in Mandato di cattura (The Nursemaid who Disappeared o Warrant for X, 1938) crea una storia in cui l'assassino non compare mai. Il romanzo più famoso e complesso è sicuramente I nove volti dell'assassino (The List of Adrian Messenger, 1959), portato sullo schermo da John Huston nel 1963 con il film I cinque volti dell'assassino.
MacDonald scrisse anche sceneggiature per il cinema (al suo attivo il trattamento di Rebecca - La prima moglie di Alfred Hitchcock) e la televisione. Scrisse inoltre il romanzo di fantascienza Il pianeta proibito (usando in quest'unica occasione lo pseudonimo di W.J. Stuart), trasposizione letteraria della sceneggiatura del film omonimo (scritta da Cyril Hume come rielaborazione di un racconto di Irvin Block e Allen Adler, a sua volta liberamente ispirato a La tempesta di William Shakespeare).

## Opere

### Romanzi con protagonistaAnthony Gethryn
- Delitto ad Abbotshall poi ristampato come Campana a morto (The Rasp, 1924), Giallo Mondadori n.1431
- The White Crow (1928)
- The Link (1929)
- Il cappio (The Noose, 1930)
- The Choice o The Polferry Mystery o The Polferry Riddle (1931)
- Lo Spettro o Il fantasma (The Wraith, 1931)
- The Crime Conductor (1932)
- Il labirinto (The Maze o Persons Unknown, 1932)
- Rope to Spare (1932)
- L'incontro di mezzanotte (Death on My Left, 1935)
- Mandato di cattura (The Nursemaid who Disappeared o Warrant for X, 1938)
- I nove volti dell'assassino (The List of Adrian Messenger, 1959), finalista all'Edgar Award 1960, Giallo Mondadori n.804, 1964

### Altri romanzi tradotti in italiano
- Sahara (Patrol o The Lost Patrol, 1927)
- La strana fine di Mr. Benedik o L'ombra dell'omicida o Più che un mistero (Rynox, 1930)
- Da venerdì a lunedì a firma falsa di Loys Leskov, poi ristampato come Il cappio (The Noose, 1930)
- La villa dei delitti (Mystery at Friar's Pardon, 1931)
- La morte è impazzita (Murder Gone Mad, 1931) - Giallo Mondadori 1446
- Ignoto contro ignoto (X v. Rex, 1933)
- Incubo a El Morro (Guest in the house, 1956)
- Il pianeta proibito (Forbidden Planet, 1956) con lo pseudonimo di W.J. Stuart; traduzione di Carlo Rossi Fantonetti, Urania 148, Arnoldo Mondadori Editore, 1957

### Racconti
- I nostri amici pennuti (Our feathered friends, 1945), racconto
- Lo spago verde e oro (The Green-and-Gold String, 1948), racconto
- Gronda di sangue amore (Love lies bleeding, 150), racconto
- L'uomo uscito dal diluvio (The Man out of the Rain, 1954), racconto
- Fine di un sogno (Dream No More, 1955), racconto
- La stella di tutte le stelle (The star of Starz, 1961), racconto

## Filmografia (parziale)
- La pattuglia sperduta (The Lost Patrol), regia di John Ford - romanzo Patrol (1934)
- La donna del mistero (Mystery Woman), regia di Eugene Forde - sceneggiatura (1935)
- L'uomo dai due volti (Charlie Chan in Paris), regia di Lewis Seiler - storia (1935)
- La moglie di Frankenstein (Bride of Frankenstein) di James Whale - adattamento, non accreditato (1935)
- Rebecca - La prima moglie (Rebecca), regia di Alfred Hitchcock - adattamento (1940)
- 23 passi dal delitto (23 Paces to Baker Street), di Henry Hathaway - dal romanzo Mandato di cattura (1956)
- I cinque volti dell'assassino (The List of Adrian Messenger) di John Huston - storia (1963)